# Stangenglas
 (juillet 2024).
Un stangenglas est un verre à boire cylindrique d'origine allemande. Il est souvent doté d'un pied et fabriqué dans verre appelé waldglas, que l'on reconnaît à sa coloration verdâtre ou jaunâtre,.